# 제트오디오
제트오디오는 코원시스템에서 배포하는 통합 멀티미디어 플레이어이다. 현재 버전의 정식 명칭은 "코원 미디어센터-제트오디오"로서, 음악관련 기능 뿐만 아니라 인터넷을 이용한 다양한 부가 서비스도 제공하고 있다.
제트오디오는 여타의 음악 재생 프로그램에서는 보지 못하는 음원 재현 기술을 제공한다. 이를테면 BBE 음장 채용과 32비트 오디오 처리 기술을 제공하여 높은 품질의 사운드를 제공한다.
또한 코원 미디어센터-제트오디오 7.5부터는 앨범아트2.0, 자동 가사 서비스, 유니코드 지원 등의 기능이 추가되었다. 그 중에서 앨범아트2.0은 여러 장의 재킷 이미지를 MP3 파일에 저장하고 파일 재생과 함께 표시해주는 기능이다.

## 지원 파일 포맷

### 음악 파일
APE, ASF, ASX, FLAC, M3U, M4A, MID, MIDI, MP3, MPC, OGG, PLS, QT, RA, RAM, RM, RMI, WAV, WAX, WMA, WVX, 669, AAC, AC3, AIF, AMF, AMS, AU, DBM, DMF, FAR, IMS, IT, KAR, MDL, MED, MKA, MOD, MP2, MT2, MTM, OFR, OFS, OKT, PTM, RMVB, S3M, SND, SPX, TTA, ULT, UMX, WV, XM

### 동영상 파일
ASF, ASX, AVI, FLV, M4V, MKV, MOV, MP4, MPE, MPEG, MPG, OGM, VOB, WMV, 3G2, 3GP, DIVX, IFO, SVD, TP, TRP, TS, VCD

## 코원 기기 지원
코원시스템에서 생산 판매하고 있는 MP3P 및 PMP, 등의 기기에 최적화 된 환경이 제공되고 있다. 특히, 오디오 파일에 대해서는 기기로 다운로드할 때에 자동으로 앨범아트를 생성해주는 기능이 있다. 또한, 제트오디오는 윈도우 탐색기를 이용하는 것보다 더 효율적인 음악 전송 기능을 제공한다. 동영상 파일에 대해서는 기기에서 지원하는 코덱과 LCD의 크기 등 가장 알맞은 형태로 인코딩해 주는 기능이 제공된다.

## 다양한 기능
가사 자동 표시 기능, 액티브 사운드 레코딩 기능(소리가 있을 때에만 녹음), 인터넷 방송 기능, 오디오 편집 기능, 비주얼라이제이션 기능, CD 제작 기능, 오디오/비디오 타입 변환 기능(인코딩), 어학기능(북마크,O 소리가

## 같이 보기
- 코원시스템